# كلاوديو باليوني
كلاوديو باليوني (Claudio Baglioni) (روما، 16 مايو 1951) مغني مؤلف إيطالية من بين الأكثر شعبية في إيطاليا ، يعتبر مغني مؤلف المشاعر الطيبة ، خصوصاً بأغاني الحب التي ميزت مسيرته في سنوات السبعينات و قادته إلى النجاح الكبير.
خلال مسيرته الأربعينية ، تحرر تدريجياً من هذا الطابع ، و أثبت نفسه فناناً مجدداً و متعددة الأوجه ، وذلك بفضل التطور الموسيقى و الأدبي المستمر ، الأمر الذي أتاح أن يكون له جمهور من مختلف الأجيال ليصل إلى شعبية كبيرة. لطالما تألقت مسيرته بأرقام المبيعات العالية و بحفلاته الحاشدة . أصدر 25 ألبوماً في إيطاليا ، من بينها 16 في الاستوديو ، و 9 من حفلات مباشرة و 4 مجموعات رسمية . معروف خارج إيطاليا خصوصاً في إسبانيا ، بعد أن أصدرت جزءاً لا بأس به من اسطواناته باللغة الإسبانية للسوقين الأيبيري و الأمريكي اللاتيني . تـُرجمت بعض الاسطوانات إلى الإسبانية والفرنسية. وهناك أيضاً نسخة بالبرتغالية و أخرى بالإنجليزية لأغنية "Questo piccolo grande amore".

## روابط خارجية
- كلاوديو باليوني على موقع IMDb (الإنجليزية)
- كلاوديو باليوني على موقع ميوزك برينز (الإنجليزية)
- كلاوديو باليوني على موقع أول ميوزيك (الإنجليزية)
- كلاوديو باليوني على موقع ديسكوغز (الإنجليزية)
- كلاوديو باليوني على موقع ديسكوغز (الإنجليزية)
- كلاوديو باليوني على موقع قاعدة بيانات الفيلم (الإنجليزية)